# واضح الصقلابي
واضح الصقلابي (تُوفي في تشرين الثاني 1011) كان قائدًا عسكريًا صقالبيًا في أواخر خلافة الأمويين في قرطبة. شغل منصب والي الثغر الأوسط والحاجب، أي رئيس الوزراء الفعلي، للخليفتين محمد الثاني (1010) وهشام الثاني (1010-1011). لعب دورًا رئيسًا في بداية الفتنة الأخيرة (الحرب الأهلية) في قرطبة .
واضح هو سلافي ومن هنا جاء نسبته (الصقلابي)، كان واليًا للثغر الأوسط وعاصمته في مدينة سالم منذ تسعينيات القرن التاسع على الأقل. في عام 997، أعلن زعيم قبيلة المغراوة البربرية في أفريقيا، زيري بن عطية، تخليه عن ولائه لقرطبة. ردًا على ذلك، أرسل المنصور الحاكم الفعلي للخلافة، واضح إلى شمال أفريقيا على رأس جيش كبير في عام 998 لتوسيع رأس الجسر الأموي هناك، والذي كان في ذلك الوقت يتكون فقط من سبتة. ثم أرسل ابنه عبد الملك لمساعدة واضح. وتمكنوا معًا من هزيمة زيري، والاستيلاء على فاس، وتأسيس إدارة أموية على كامل المغرب، حتى إفريقية (تونس) والتي استمرت حتى وفاة المنصور في عام 1002.
بعد تنازل الخليفة هشام الثاني القسري عن العرش في تشرين الثاني 1009، دعم واضح الخليفة الجديد محمد الثاني المهدي. عندما عزل محمد البربر في الجيش، انسحب الكثير منهم من مدينة قرطبة شمالاً نحو قلعة رباح، وأعلنوا سليمان بن الحكم خليفة لهم. فتقدموا إلى واضح ليقودهم، ولكنهم رُفضوا. لكن الكونت سانشو غارسيا ملك قشتالة قَبِل عرضهم، وزحف الجيش القشتالي البربري المُشترَك نحو قرطبة. تدخل واضح ليُوقف تقدمهم، وفَشل في إيقافهم، فتراجع واضح إلى قرطبة. وفي تشرين الثاني 1009 سقطت المدينة. هرب محمد ووديع إلى طليطلة، بينما نصَّب البربر سليمان خليفةً.
وبعد فشله في منع تولي سليمان العرش، سعى واضح إلى تحرير نفسه من السياسة. فذهب إلى طرطوشة ومن هناك أرسل رسالة إلى سليمان يتوسل إليه أن يعفيه من منصبه حتى يتمكن من الذهاب إلى لورقة ويُكرس نفسه لله، ربما في الرباط، لكن طلبه رُفض، وبدأ العمل على استعادة محمد. وقد حصل على ولاء بعض الصقالبة في الشرق. تفاوض على تحالف مع الكونتات الفرنجة رامون بوريل من برشلونة وإرمينجول الأول من أورجيل . حصل كل كونت على 200 دينار وقاموا معًا بتزويد 9000 جندي، وكانوا يتقاضون دينارين في اليوم. انضم الجيش الفرنجي إلى جيش وادي في طليطلة وساروا معًا نحو قرطبة. وخرج جيش سليمان البربري لملاقاتهم. وفي معركة عقبة البقر، في 22 أو 31 أيار 1010، حقق واضح والفرنجة انتصارًا كبيرًا وتقدموا إلى العاصمة. وعُيّن واضح حاجبًا. في 21 حزيران، مع ذلك، هُزم الجيش المشترك في معركة ماربية، وبعدها غادرت الوحدة الفرنجية المتبقية إلى ديارها.
وبعد عودته إلى قرطبة إثر هزيمته، قام واضح بانقلاب بدعم من ضباط آخرين كانوا في خدمة المنصور. ثم أمر باعتقال محمد، الذي أصبح الآن غير محبوب للغاية في العاصمة، ومحاكمته وإعدامه في 23 يونيو 1010. فأرسل رأسه إلى البربر وألقى بجثته في المجاري. أُعيد هشام الثاني إلى منصبه، وعُين واضح على الفور حاجبًا. ولما لم يعجب سليمان والبربر بمحمد، حاصروا قرطبة . حاول واضح إرسال رُسُل للتفاوض مع المحاصرين، ولكنهم اعتُرضوا. قبض حلفاء واضح عليه أثناء محاولته الفرار من قرطبة في تشرين الثاني 1011، وقُتل.

## ملحوظات
1. ↑  Guichard 2006، صفحة 118.
2. ↑  Kennedy 1996، صفحة 117.
3. 1 2  Makki 1994، صفحة 44.
4. 1 2  Kennedy 1996، صفحة 121.
5. 1 2 3 4 5  Kennedy 1996، صفحات 126–127.
6. 1 2 3 4 5 6 7  Collins 2012، صفحات 198–200.
7. ↑  Scales 1994، صفحة 75.

## فهرس
- Collins، Roger (2012). Caliphs and Kings: Spain, 796–1031. Wiley-Blackwell.
- Guichard، Pierre (2006). From the Arab Conquest to the Reconquest: The Splendour and Fragility of Al-Andalus. Junta de Andalucía, Consejería de Cultura.
- Kennedy، Hugh (1996). Muslim Spain and Portugal: A Political History of al-Andalus. Routledge.
- Makki، Mahmoud (1994). "The Political History of al-Andalus (92/711–897/1492)". في Salma Khadra Jayyusi (المحرر). The Legacy of Muslim Spain. Brill. ص. 3–87.
- Scales، Peter C. (1994). The Fall of the Caliphate of Córdoba: Berbers and Andalusis in Conflict. E. J. Brill.
- Wasserstein، David J. (2000). "The Emergence of the Taifa Kingdom of Toledo". Al-Qantara. ج. 21 ع. 1: 17–56. مؤرشف من الأصل في 2024-12-07.